# Difluorid kyslíku
Difluorid kyslíku OF2 je vysoce toxická plynná látka světle žluté barvy, která obsahuje kyslík v oxidačním čísle +2.
Název oxid fluorný není správný, protože fluor má větší elektronegativitu než kyslík.
Čistý je stálý, ve skleněných nádobách ho lze uchovávat až do 200 °C. S vodou reaguje pomalu za vzniku kyseliny fluorovodíkové, reakce s vodní parou však probíhá explozivně. Při inicializaci jiskrou však výbušně reaguje s vodíkem nebo plynnými uhlovodíky, v přítomnosti dalších halogenů exploduje i bez inicializace.

## Příprava
Poprvé byl připraven v roce 1929 elektrolýzou taveniny fluoridu draselného a kyseliny fluorovodíkové v přítomnosti malého množství vody.
V současnosti se připravuje zaváděním plynného fluoru do 2% roztoku hydroxidu sodného nebo elektrolýzou vodného roztoku kyselého fluoridu draselného KHF2.
2 F2 + 2 NaOH → OF2 + 2 NaF + H2O

## Reaktivita
Difluorid kyslíku je silné oxidační činidlo díky kyslíku v oxidačním stavu +2. Při teplotách nad 200 °C se radikálově rozkládá na prvky.
Reaguje s mnoha kovy za vzniku oxidů a fluoridů. Při reakci s fosforem poskytuje směs PF5 a POF3. Také reaguje s xenonem za vzniku XeF4 a oxid-fluoridů xenonu.
S vodou reaguje pomalu za vzniku kyseliny fluorovodíkové:
OF2(aq) + H2O(aq) → 2 HF(aq) + O2(g)

## Využití
Jeho potenciální praktické uplatnění spočívá v raketové technice jako okysličovadlo.

## Bezpečnost
OF2 je kvůli svým silným oxidačním vlastnostem velmi nebezpečná látka.